# Xenophrys auralensis
Xenophrys auralensis és una espècie d'amfibi que viu a Cambodja.